# Laure Pradal
Pour les articles homonymes, voir Pradal.
Laure Pradal est une réalisatrice française née en 1962 en Ardèche.

## Biographie
Laure Pradal, sœur du cinéaste Manuel Pradal, s'oriente vers le cinéma après avoir suivi à Montpellier, une formation à la réalisation audiovisuelle.
Elle réalise, à partir de 1998, une quinzaine de courts métrages pour l'émission télévisée Strip-tease, ainsi que plusieurs documentaires et courts métrages, dont La Vie extraordinaire de Mimi, présenté au Festival du cinéma méditerranéen de Montpellier en 2018 et au festival Les Étoiles du documentaire en 2019.

## Filmographie
- 1998 : Jean Carrière ou l'aube retrouvée (coréalisatrice : Dominique Guerrero)
- 2000 : Deux saisons pour grandir
- 2004 : Chemin de femme
- 2006 : Grandir
- 2007 : Le miroir
- 2008 : A ton tour Mireille[5]
- 2009 : Le Village vertical[6]
- 2010 : 1968 : journal d'une inconnue
- 2011 : Parasols et Crustacés
- 2012 : Âmes vagabondes
- 2014 : En quête de justice[7],[8]
- 2015 : La vie sur l'eau
- 2017 : Hors les murs
- 2018 : La Vie extraordinaire de Mimi[9]
- 2019 : Avoir 20 ans à Lunel[10]
- 2020 : Des Livres et des Baguettes[11],[12]
- 2023 : Narimène[13]
- 2024 : La Tour fantôme[14]